# Puesto Viejo
Puesto Viejo est une ville et une municipalité argentine située dans la province de Jujuy et dans le département d'El Carmen.
Une usine Holcim de production de ciment et d'extraction de calcaire est située à 1 km du centre ville ; la production a commencé à fonctionner en 1970 et l'usine en 1981. En 2012, environ 200 personnes étaient employées à l'usine ; le ciment est principalement utilisé pour la construction de logements. La zone est également une zone agricole avec des canaux d'irrigation.

## Géographie
La ville est située à 698 d'altitude et à 60 km au sud de San Salvador de Jujuy.

## Géologie
Elle présente un « socle » sédimentaire paléozoïque, apparaissant à travers des fenêtres tectoérosives. Ils constituent le noyau de la sierra, recouvrant de manière discordante une couverture sédimentaire méso-cénozoïque. Ce complexe sédimentaire s'est développé en cycles successifs, principalement marins. Les minéraux de la « Formation Yacoraite » consistent en calcaires dolomitiques, travertins et aragonites.